# Venucia
Venucia es una marca de automóviles de Dongfeng Nissan Passenger Vehicle Company (Dongfeng Nissan), una subsidiaria de Dongfeng Motor Co., Ltd. La marca fue lanzada en septiembre de 2010 por Dongfeng Nissan. Desde febrero de 2017 hasta finales de 2020, Venucia se escindió de Dongfeng Nissan como una subsidiaria separada de Dongfeng Motor Co., Ltd. centrada en la comercialización y producción de automóviles, con el nombre Dongfeng Venucia Motor Company. En diciembre de 2020, Dongfeng Motor Co., Ltd anunció que fusionaría Venucia nuevamente con Dongfeng Nissan.

## Historia
En septiembre de 2010, Dongfeng Nissan presentó una nueva marca, Venucia, para ser utilizado para vender vehículos desarrollados y diseñados por la compañía en China específicamente para el mercado interno.
En noviembre de 2011, Dongfeng Nissan anunció que el primer automóvil que se vendería bajo la marca Venucia sería la berlina de clase media D50 y que saldría a la venta en el primer semestre de 2012.
Dongfeng Nissan presentó una versión de producción del coche eléctrico Venucia e30 en el salón del automóvil Auto Guangzhou de 2012. Una versión anterior, el Venucia E-Concept, se presentó en el Salón del Automóvil de Beijing de 2012. Inicialmente, el coche eléctrico estaba previsto para su producción en China en 2015, y tiene la misma carrocería, dimensiones, especificaciones de propulsión eléctrica y comparte otras características del Nissan Leaf. Dongfeng Nissan planea iniciar un proyecto piloto en 15 ciudades chinas para promover el Venucia e30 junto con los gobiernos locales. Hasta diciembre de 2013 se entregaron un total de 216 unidades. Estas unidades se comercializan como Venucia Morning Wind y se les rebautiza como Leafs ya que la producción local aún no ha comenzado.
Dongfeng Nissan lanzó su segundo modelo de producción, el hatchback mediano de cinco puertas R50, en septiembre de 2012.
El concept car Venucia Viwa se presentó en el Salón del Automóvil de Shanghai en abril de 2013, como avance de un nuevo auto de producción basado en la plataforma del Nissan March.
En febrero de 2017, Venucia se escindió como una subsidiaria separada de Dongfeng Motor Co., Ltd. Ese mismo año, la compañía presentó una nueva berlina de tamaño medio, la D60, que fue el primer vehículo que incorporó un nuevo estilo de diseño para la marca Venucia. A partir de 2018, la compañía lanza versiones eléctricas de sus modelos con motor de combustión interna.
A finales de 2019, Dongfeng Venucia anunció la introducción del Star (en chino simplificado, 星; pinyin, Xīng), un pequeño cruce. Sales started in early 2020. El Star fue el primero en tener el estilo de marca "Galaxy-V". También fue el primero en construirse con Venucia Smart Arquitecture (VSA), un sistema modular que permite a Dongfeng Venucia una mayor localización para las plataformas del vehículo al mismo tiempo que facilita el montaje de componentes de las diferentes empresas de la Renault–Nissan–Mitsubishi Alliance.
En diciembre de 2020, Dongfeng Motor Co., Ltd. anunció una reorganización de la empresa como parte de la cual fusionaría Venucia con Dongfeng Nissan.

## Diseño y fabricación
Al principio, los coches de Venucia fueron diseñados directamente por Dongfeng Nissan. In En 2014, la compañía anunció que establecería una instalación separada en Guangzhou destinada exclusivamente al diseño de Venucias, llamada Venucia Design Center which was opened in June 2016. In April 2018, Dongfeng Venucia opened an advanced design centre in Shanghai.
Los vehículos Venucia se ensamblan en plantas ubicadas en Guangzhou y Zhengzhou.

## Mercadotecnia
El primer lema de la marca Venucia fue "leer el mundo en una China complacida"(en chino simplificado, 阅世界，悦中国; pinyin, Yuè shìjiè, yuè zhōngguó). En el Auto Guangzhou 2013, la marca introdujo un segundo eslogan: "vida vibrante, al alcance de la mano" (en chino simplificado, 多彩生活•触手可及; pinyin, Duōcǎi shēnghuó•chùshǒu kě jí). También había un eslogan en inglés: "disfruta más". En 2017, la empresa Venucia introdujo el lema en inglés "Better for Better" y el lema en chino "artesanía ingeniosa, yendo contigo" (en chino simplificado, 匠心匠品，与你同行; pinyin, Jiàngxīn jiàng pǐn,
yǔ nǐ tóngxíng).
En febrero de 2014, Venucia acordó patrocinar el Guangzhou Hengda hasta enero de 2016, y el club promocionaría la gama de modelos de Venucia. El patrocinio terminó en diciembre de 2015, después de que Dongfeng Nissan demandara al Guangzhou Hengda por incumplimiento de contrato porque el club supuestamente no incluyó un anuncio de Venucia en la equipación del equipo como se acordó. El Tribunal de Distrito de Guangzhou Huadu falló a favor de Dongfeng Nissan.
En junio de 2015, Venucia patrocinó el Maratón Vertical Internacional.
Hasta principios de 2020, todos los modelos de Venucia se comercializaban con designaciones alfanuméricas (una letra y dos números). El Venucia Star fue el primero en tener sólo un nombre alfabético.

## Productos
Los siguientes vehículos Venucia están actualmente disponibles en China:
- Venucia e30, EV basado en Nissan Leaf (2015-2018), EV basado en Renault City K-ZE (2019-presente)
- D60, sedán compacto de cuatro puertas (2017-presente)
- M50V, Monovolumen (2017-presente)
- Star, CUV compacto (2020-presente)
- V-Online, CUV compacto (2021-presente)
- T60, CUV subcompacto de cinco puertas (2019-presente)
- T70, CUV compacto de cinco puertas (2015-presente)
- T90, CUV fastback mediano de 3 filas (2016-presente)
- VX6, SUV eléctrico de cinco puertas (2023-presente).[cita requerida]

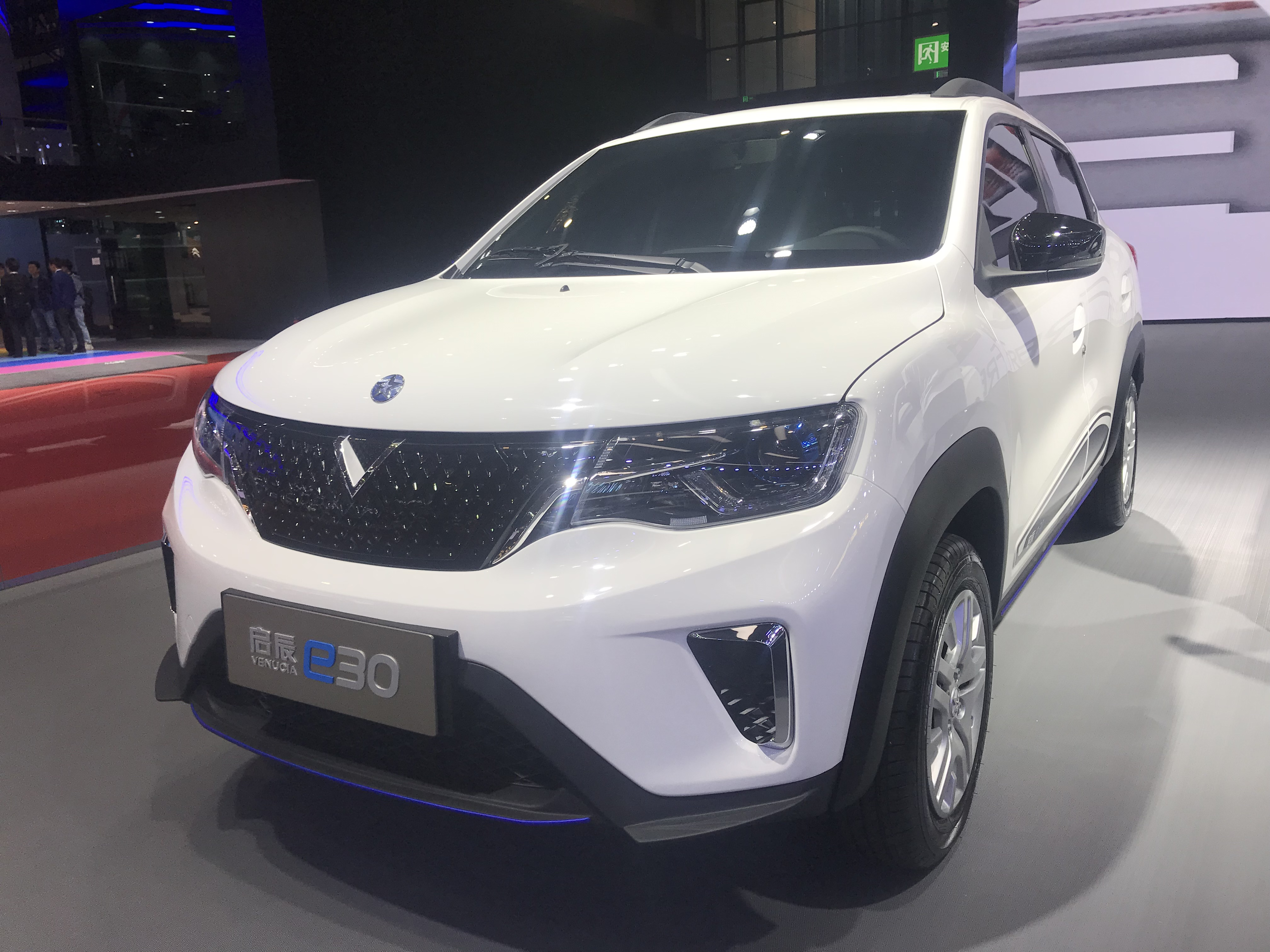
Venucia e30 EV (Post 2019)
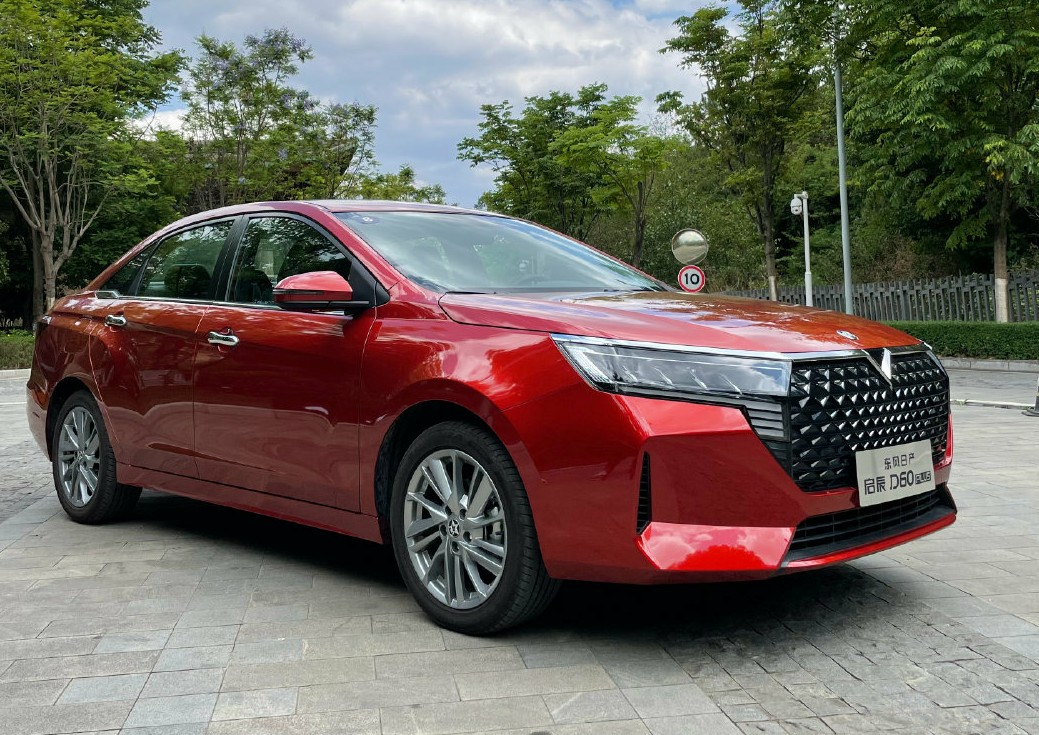
Venucia D60 Plus
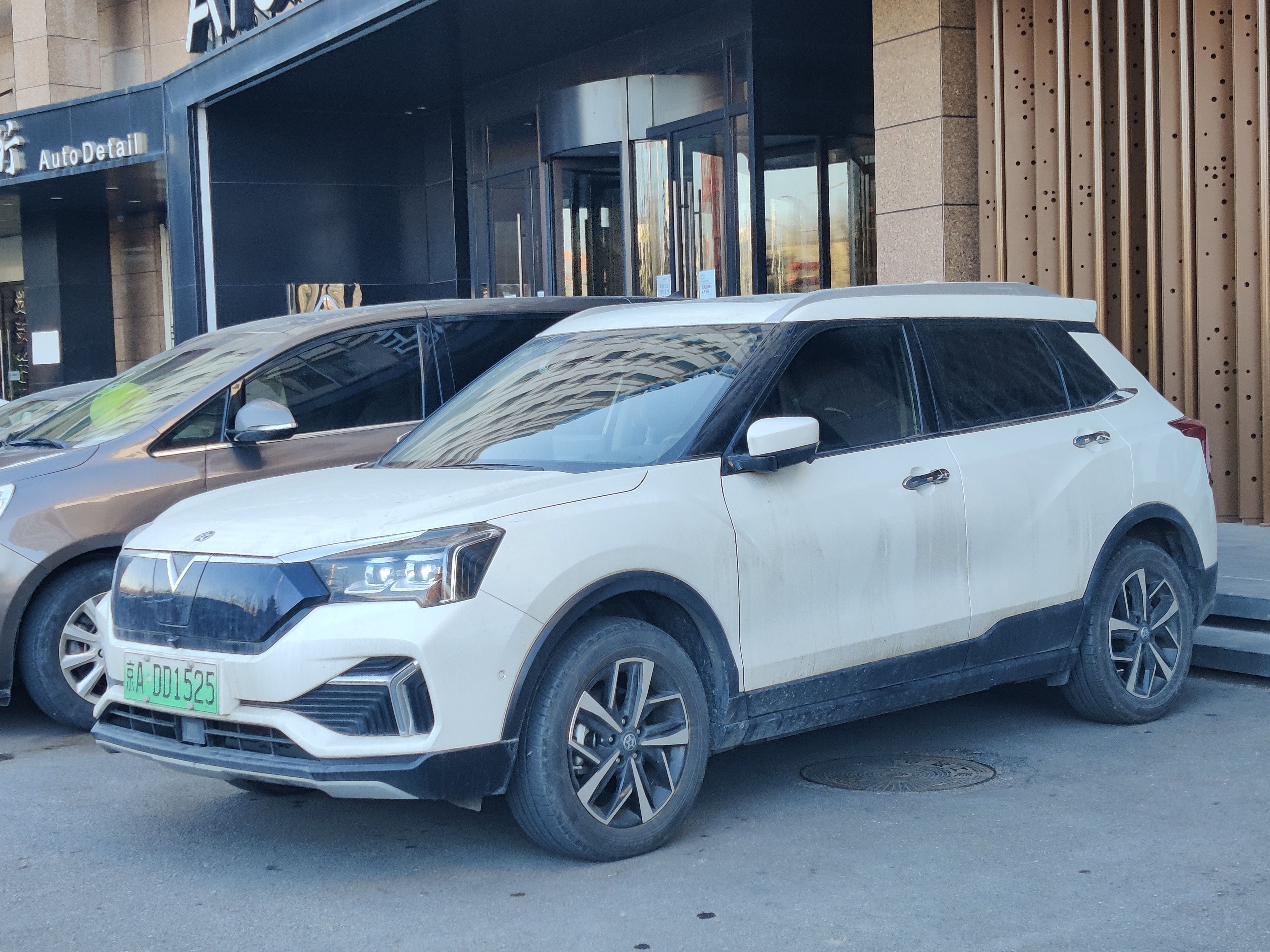
Venucia T60 EV
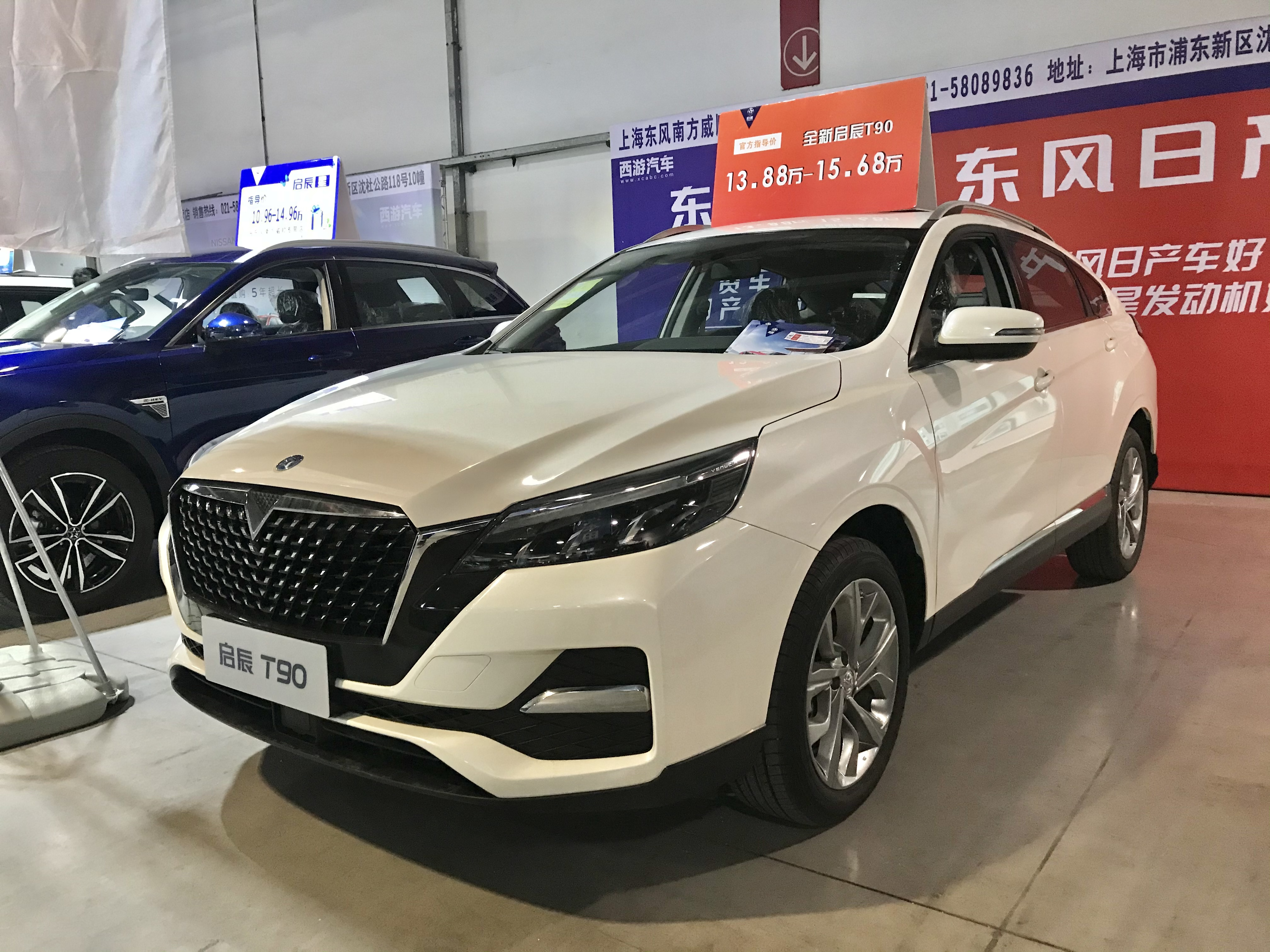
Venucia T90 facelift
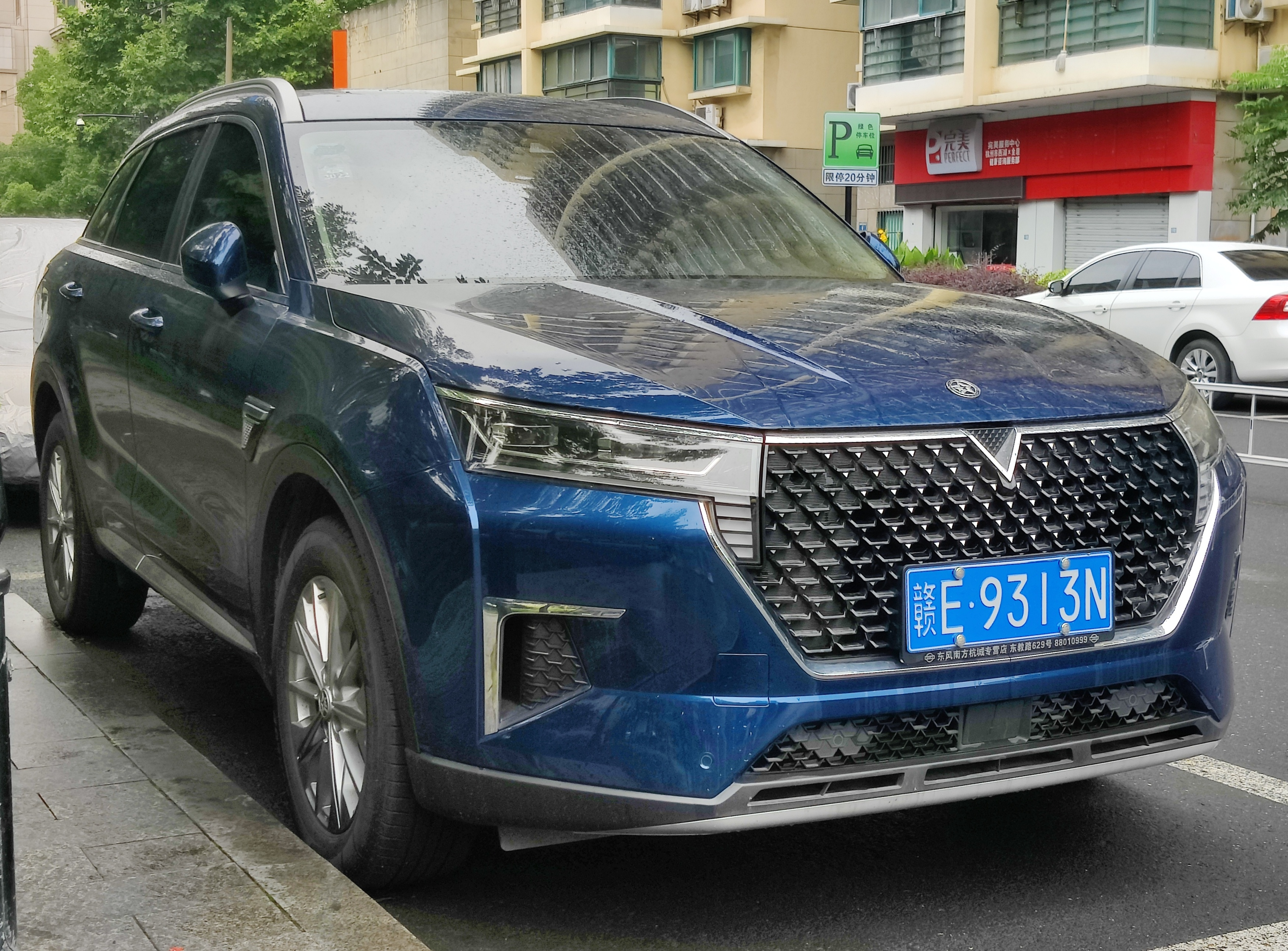
Venucia Xing (Star)
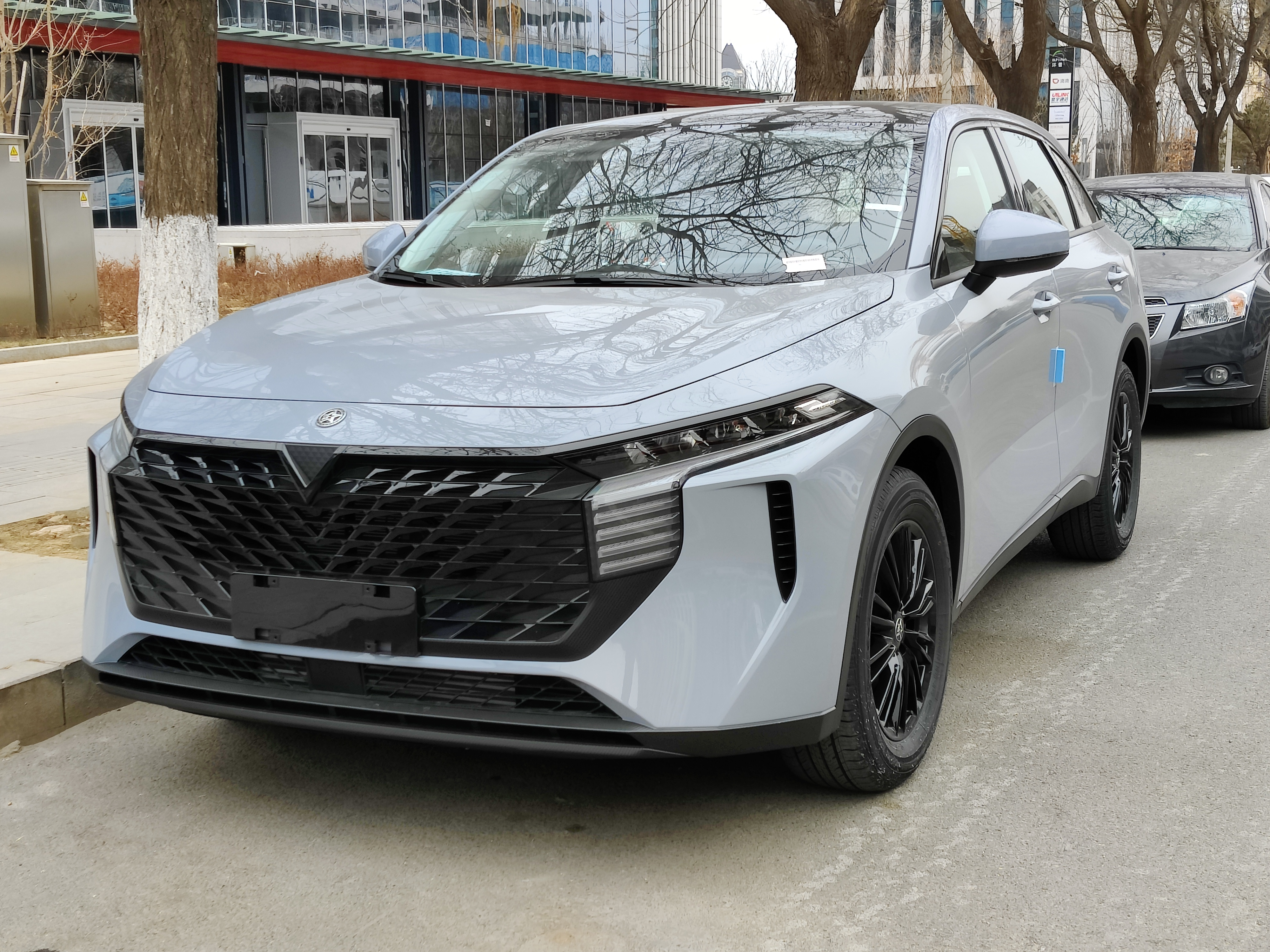
Venucia V-Online
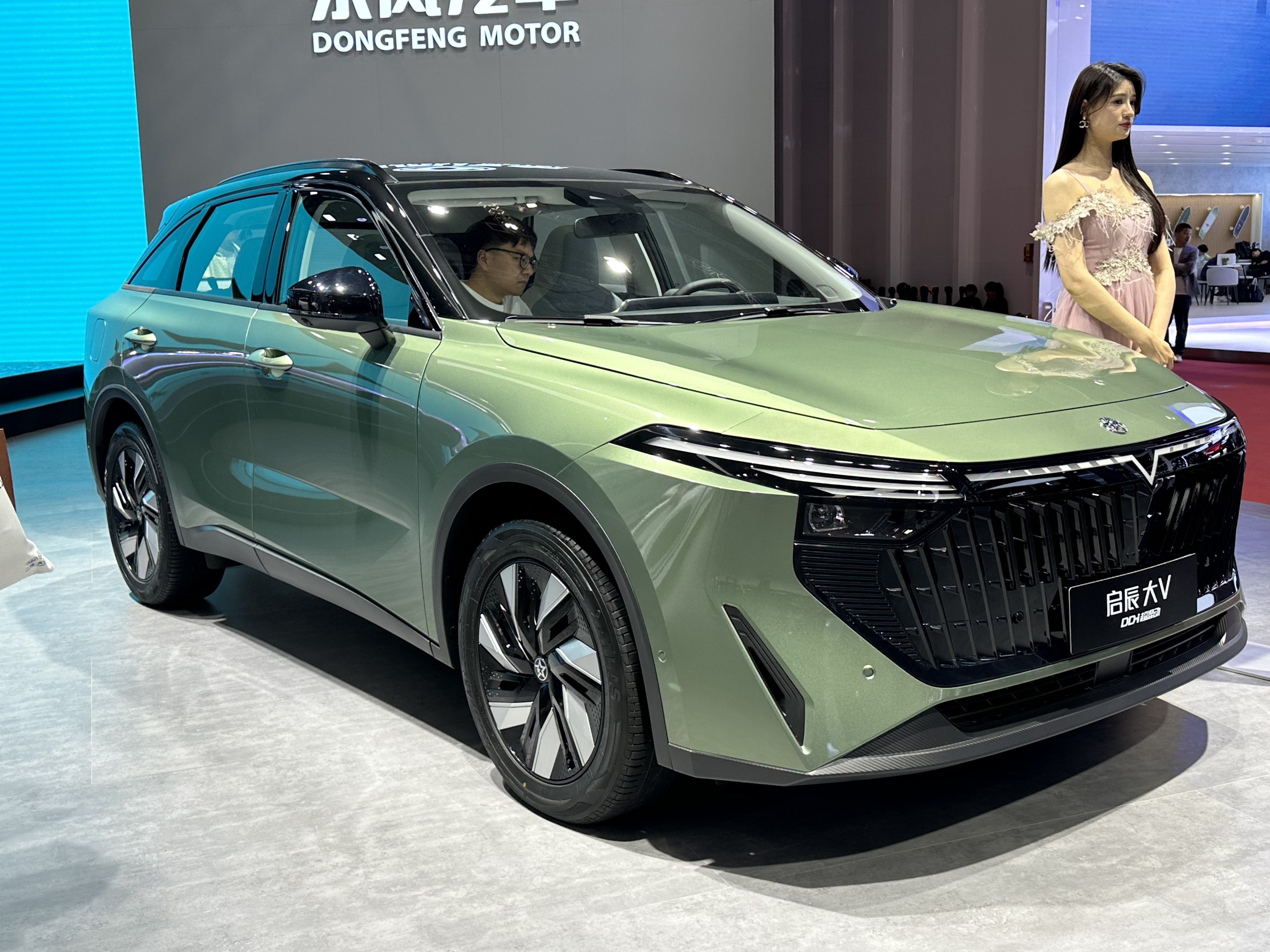
Venucia V-Online DD-i
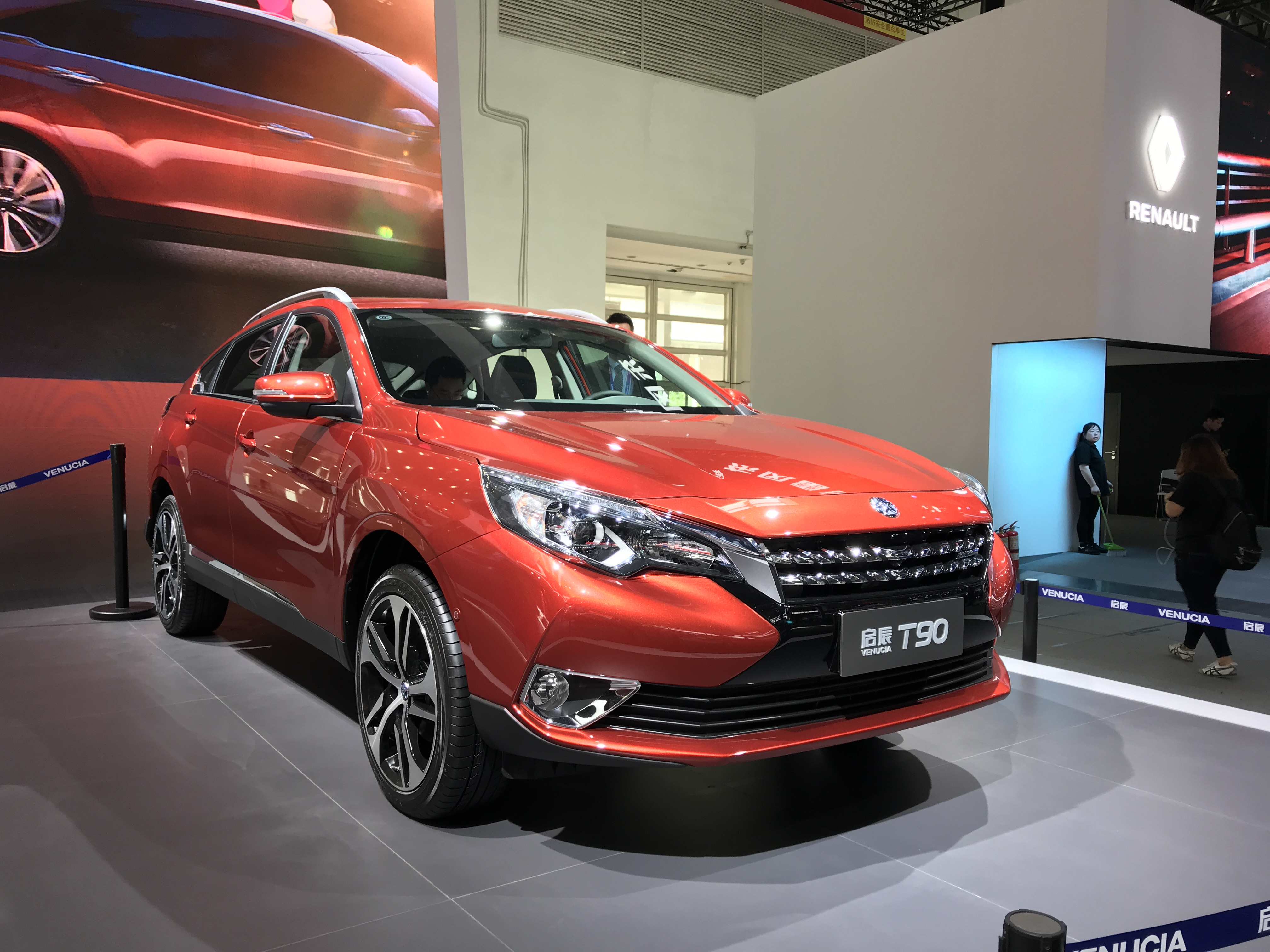
Venucia T90
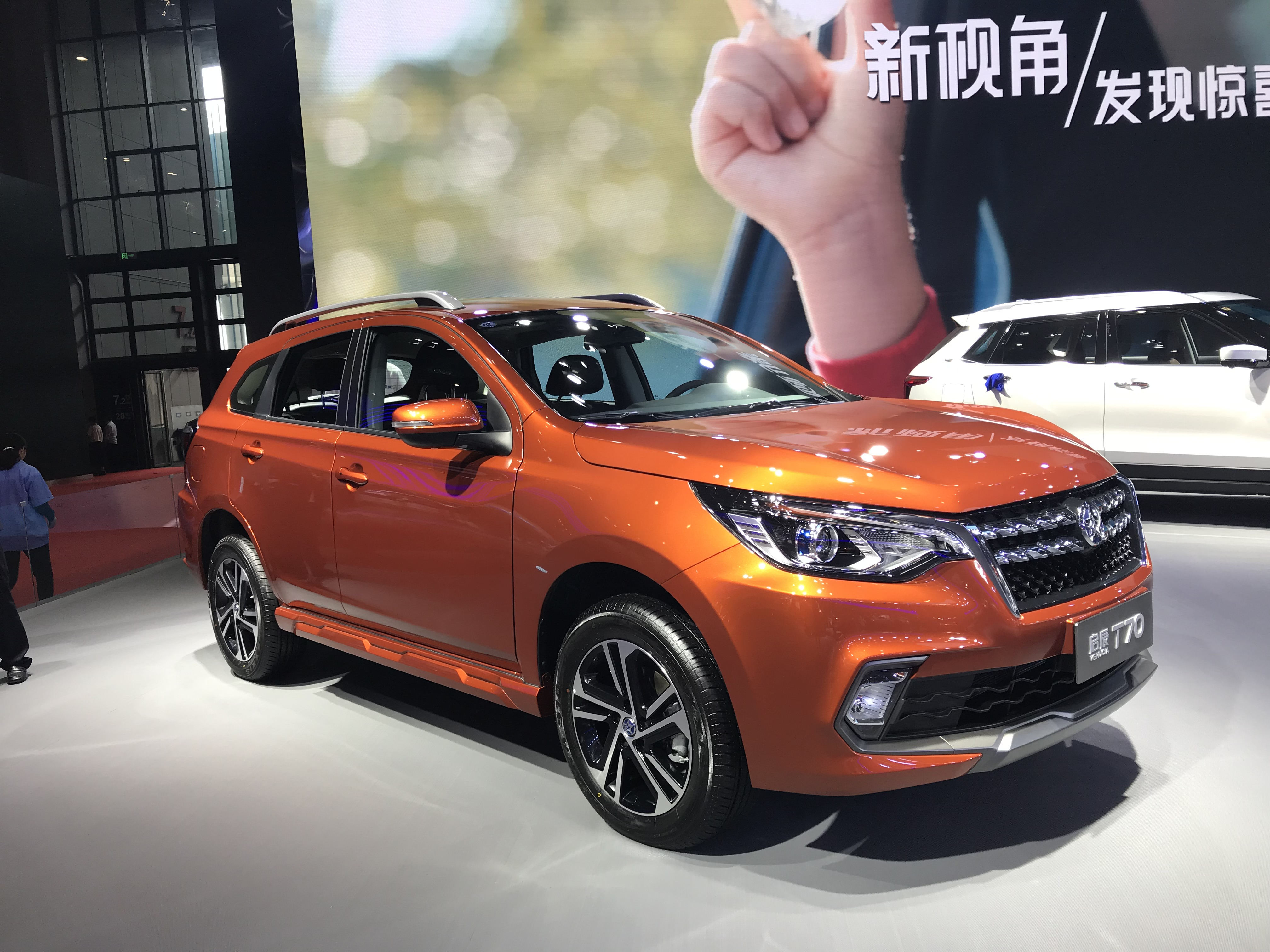
Venucia T70
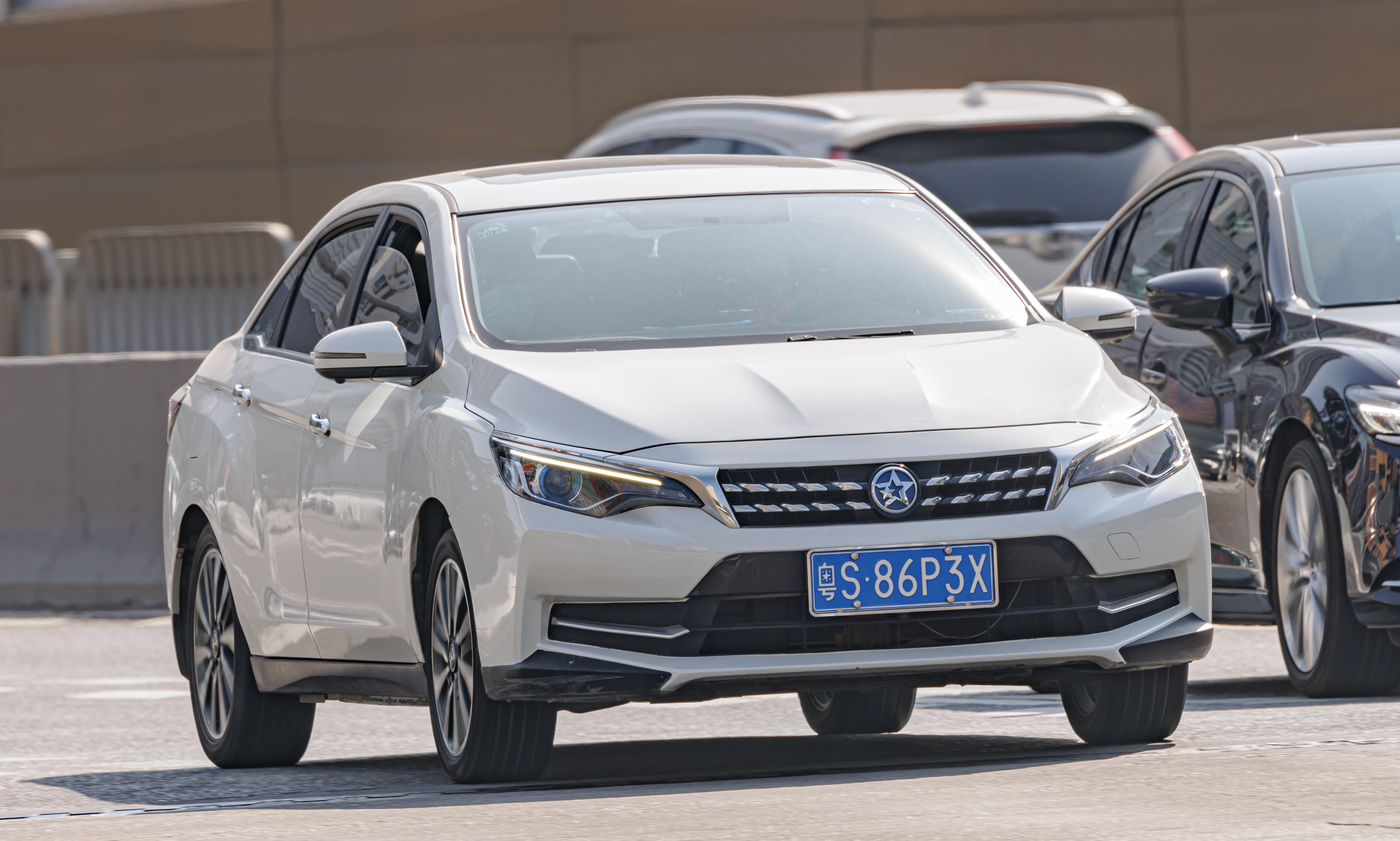
Venucia D60
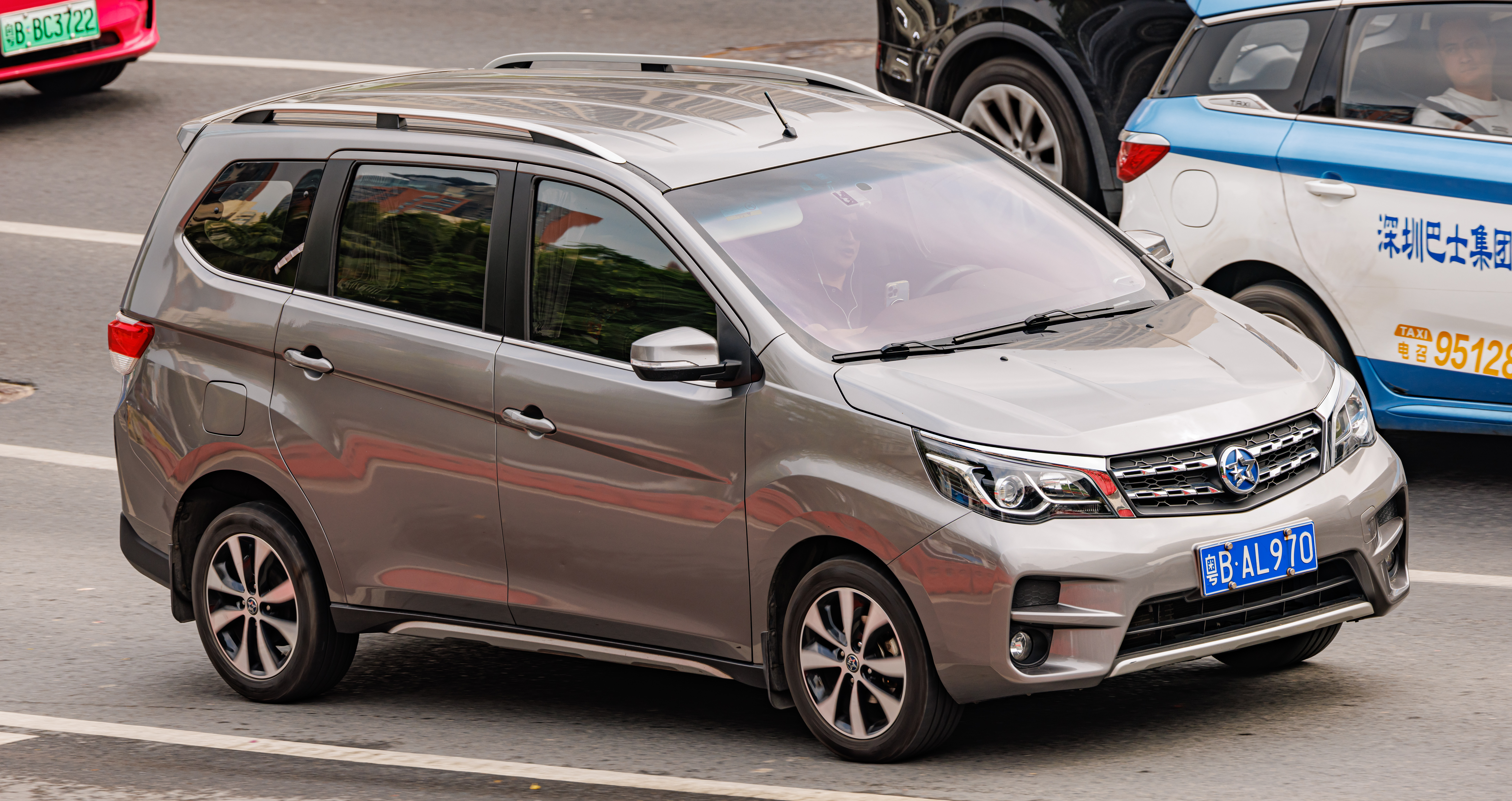
Venucia M50V

Los siguientes vehículos Venucia son productos descontinuados:
- R30, supermini de cinco puertas (2014-2017)
- R50, hatchback subcompacto de cinco puertas (2012-2017) basado en el hatchback Nissan Tiida
- R50X, Hatchback elevado AWD (2013-2017) basado en el hatchback Nissan Tiida
- D50, berlina subcompacta de cuatro puertas (2012-2017) basada en el sedán Nissan Tiida
- T70X, CUV compacto elevado de cinco puertas con tracción total (2015-2017)

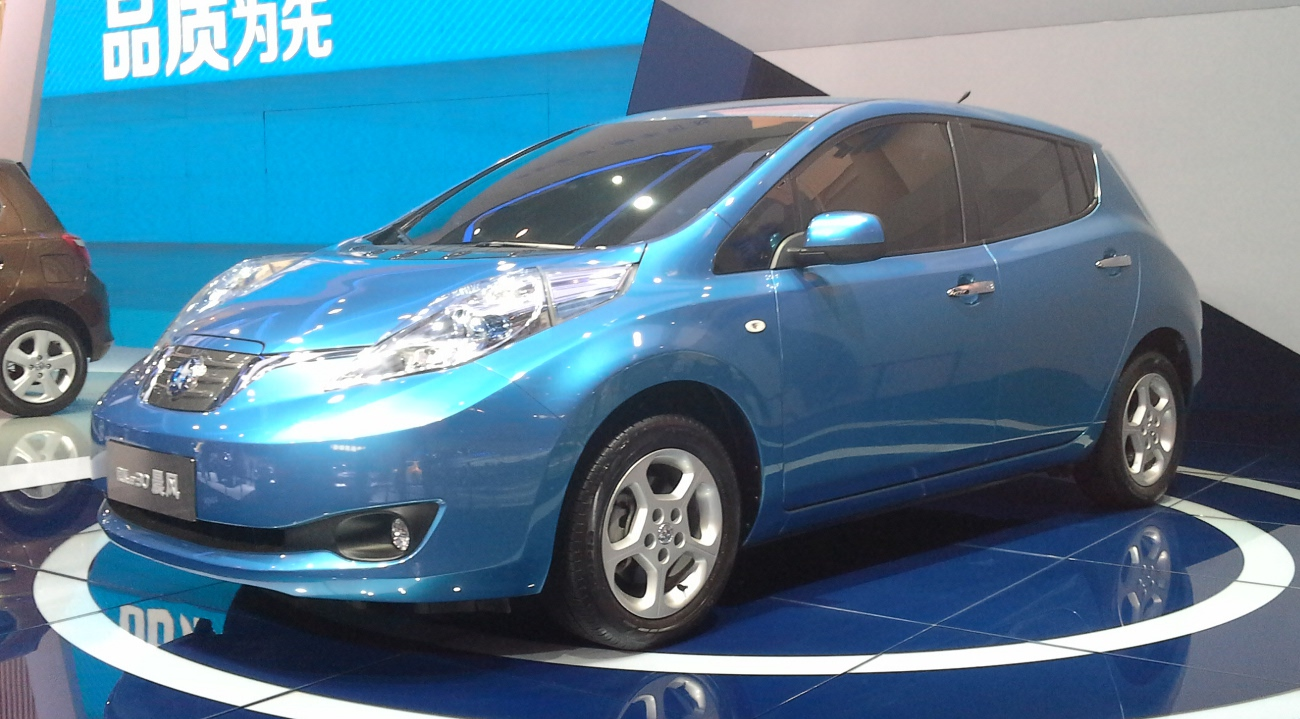
Venucia e30 EV
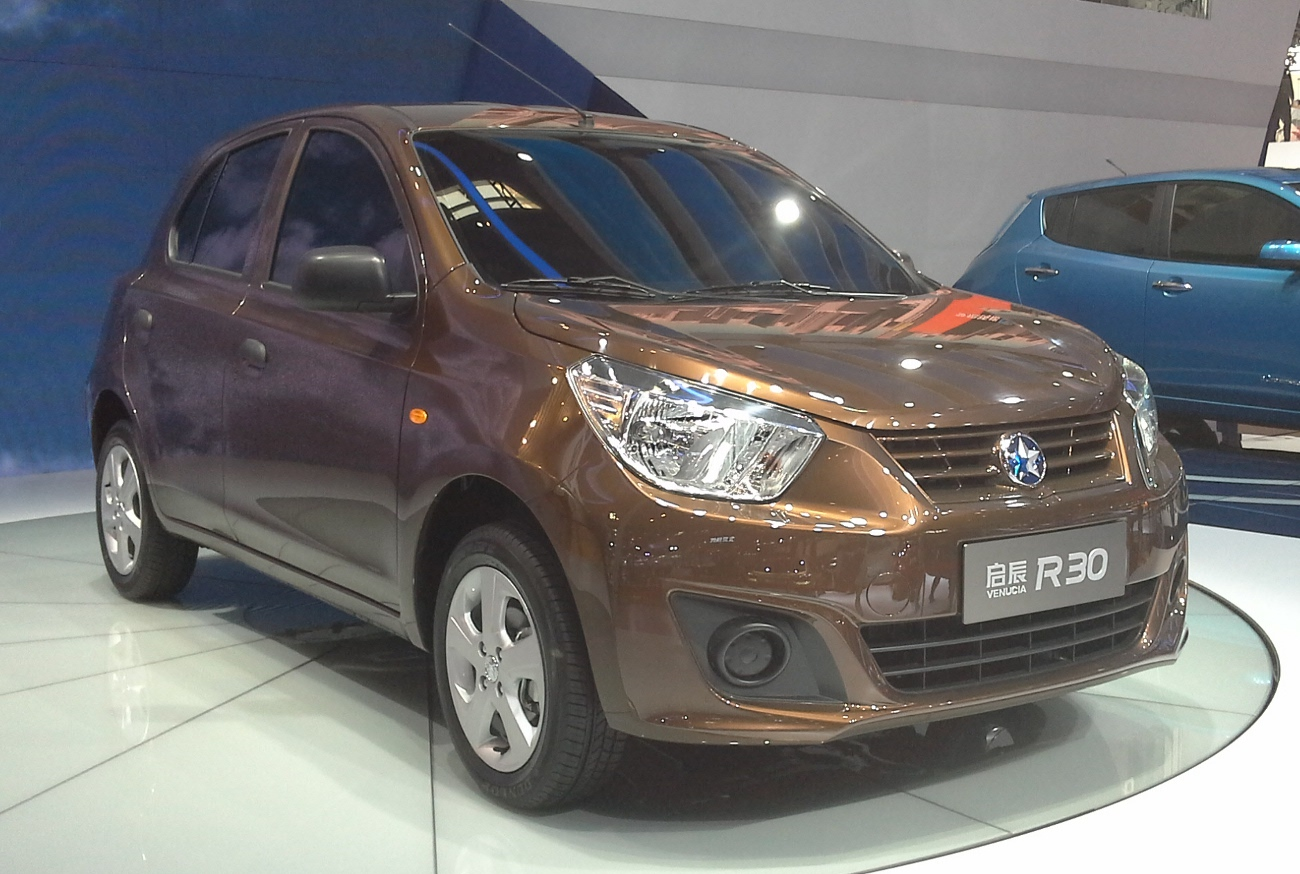
Venucia R30
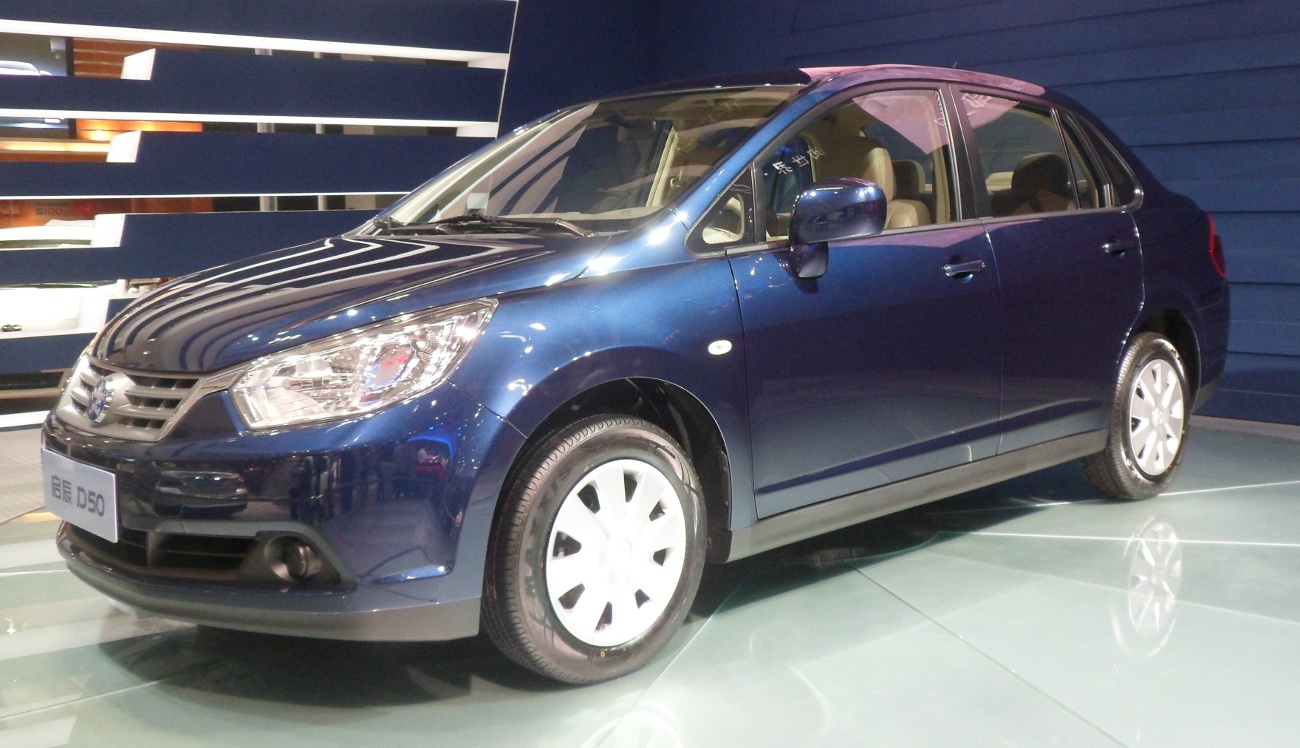
Venucia D50
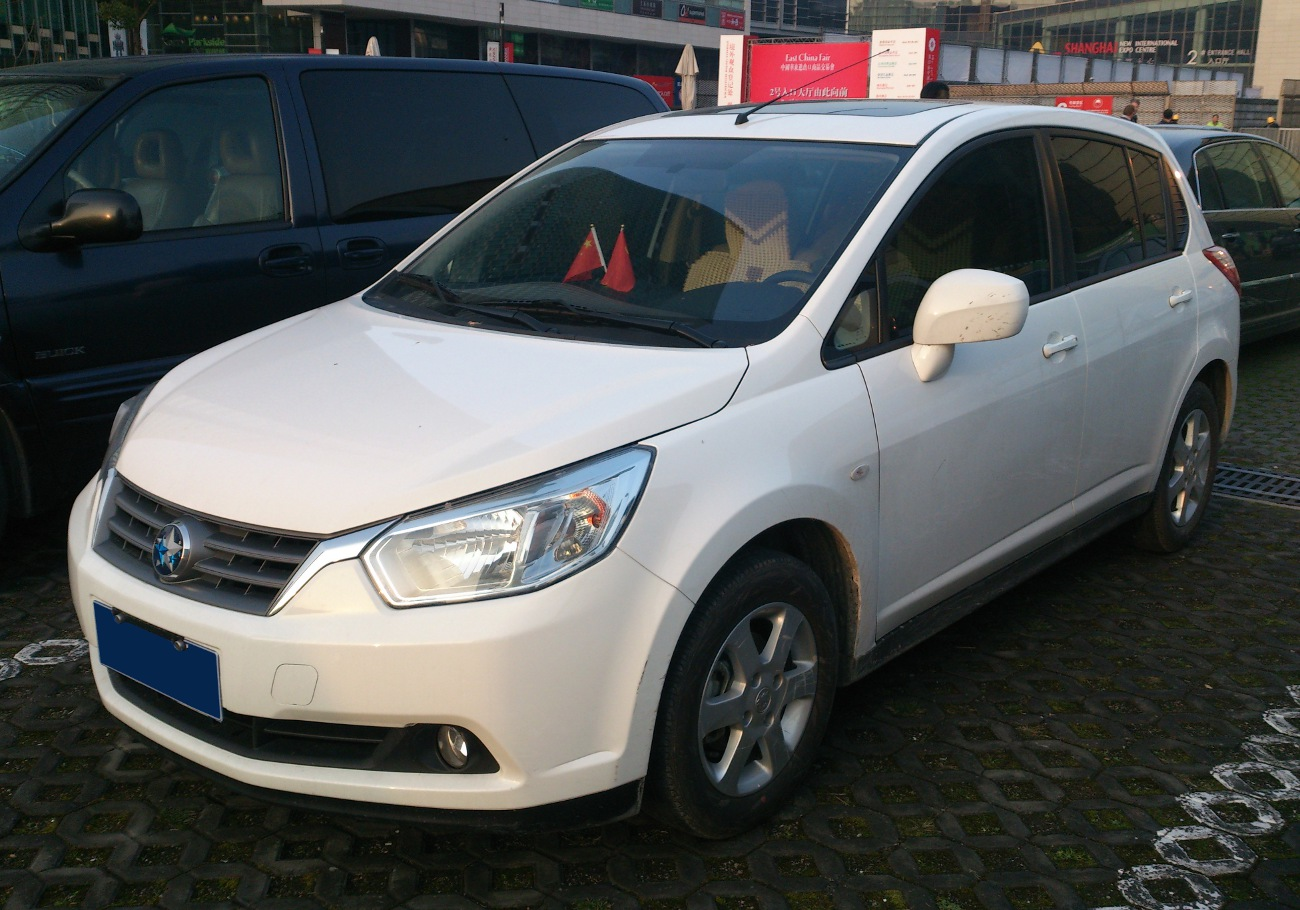
Venucia R50
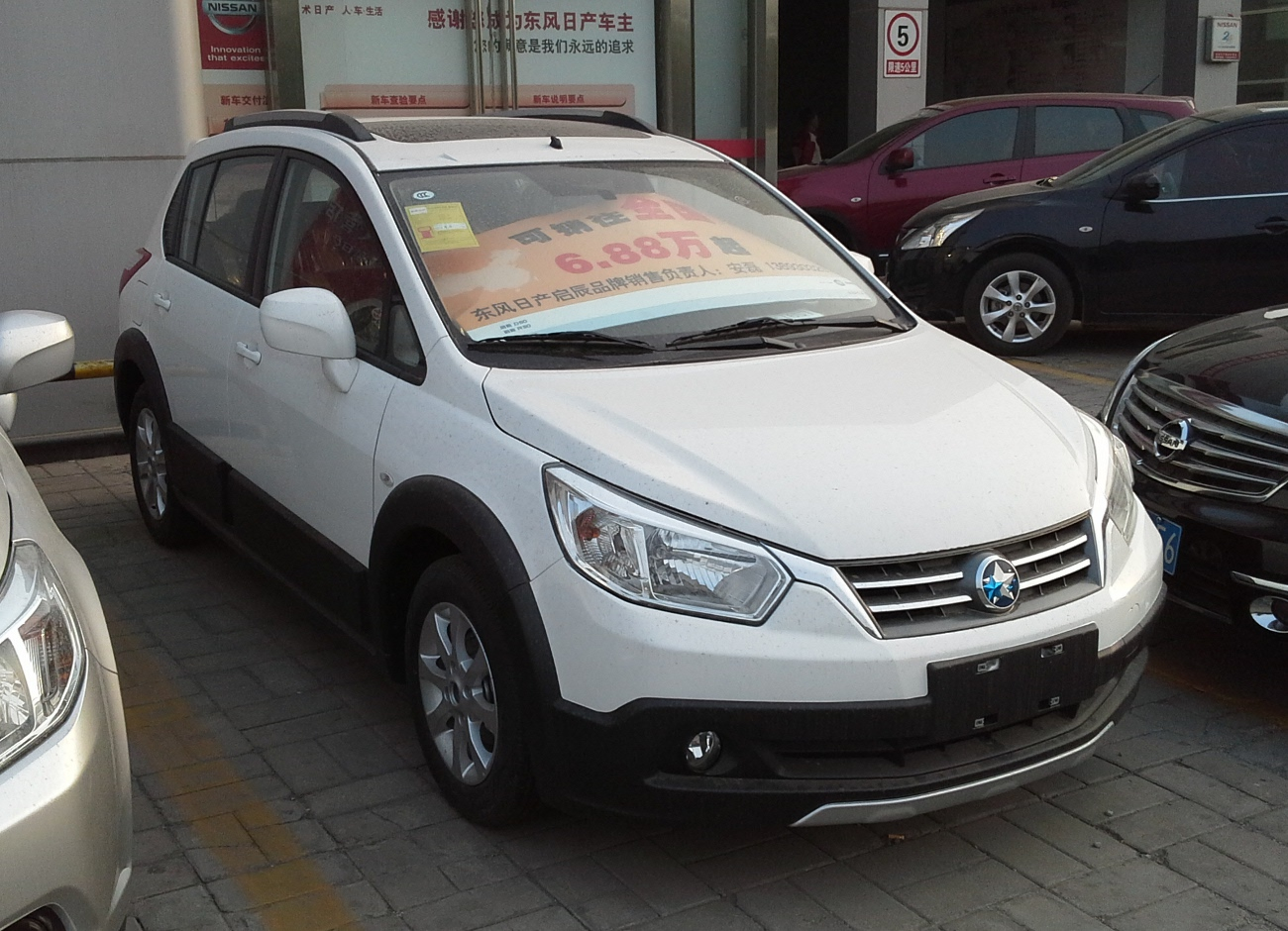
Venucia R50X
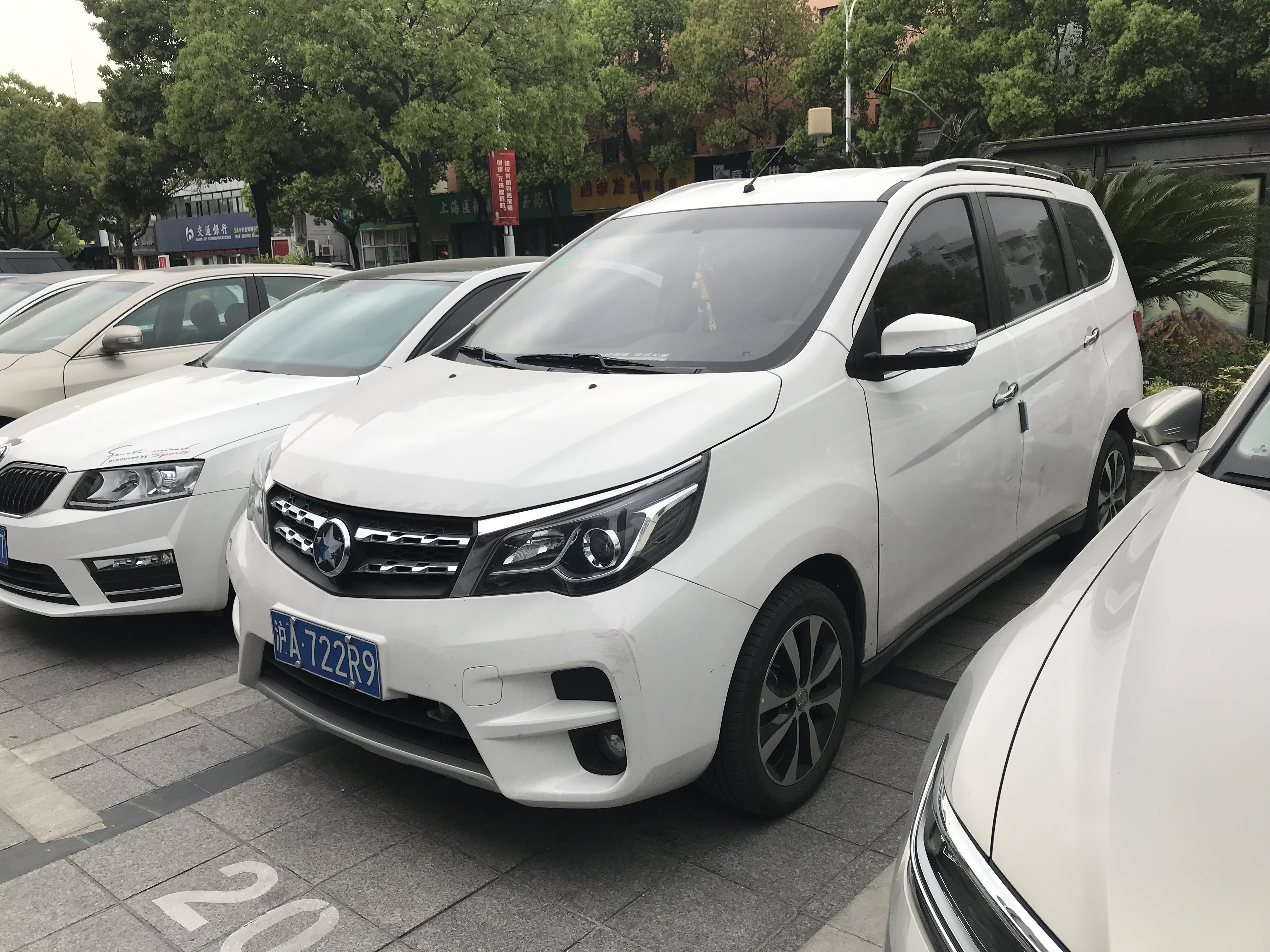
Venucia M50V
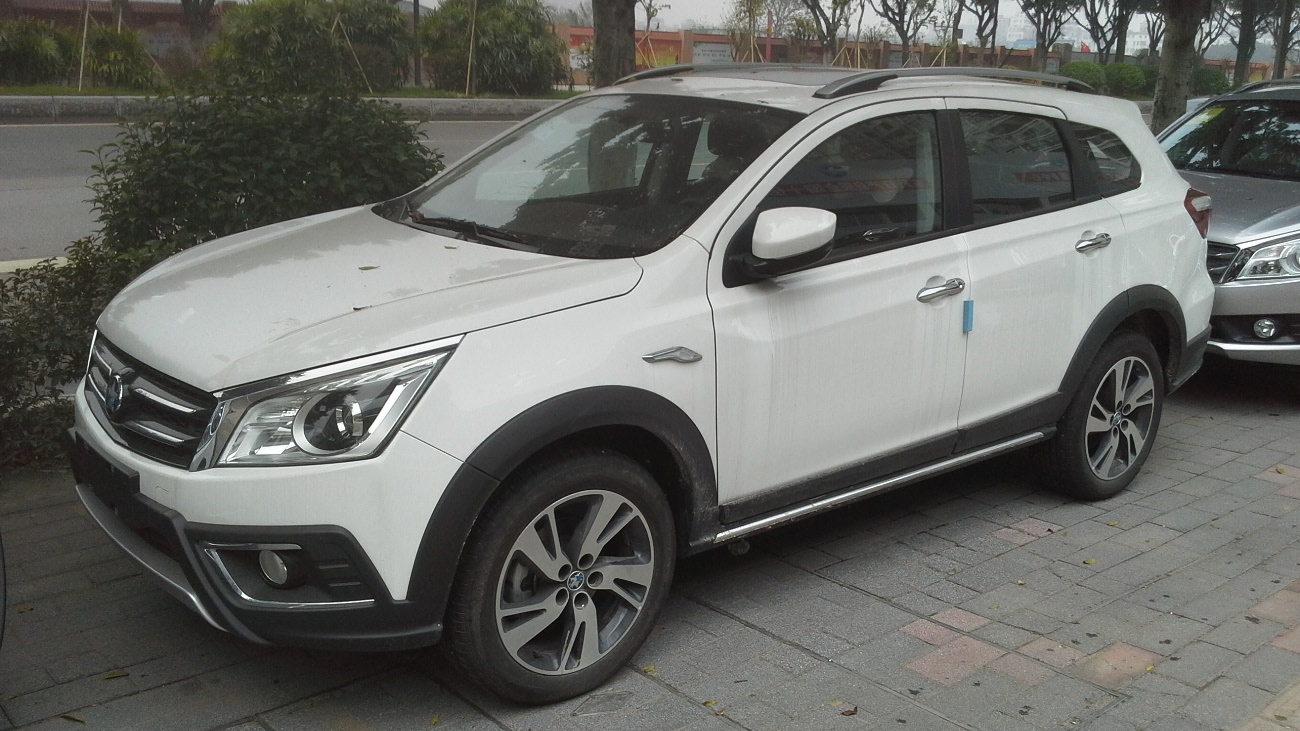
Venucia T70X

### Coches conceptuales
- Venucia Viwa (concepto de vehículo eléctrico, 2013)[25]
- Venucia Vow  (coupe concept, 2015)[26]
- Venucia The X (concepto cruzado, 2018)[17]
- Venucia The V (concepto cruzado, 2019)

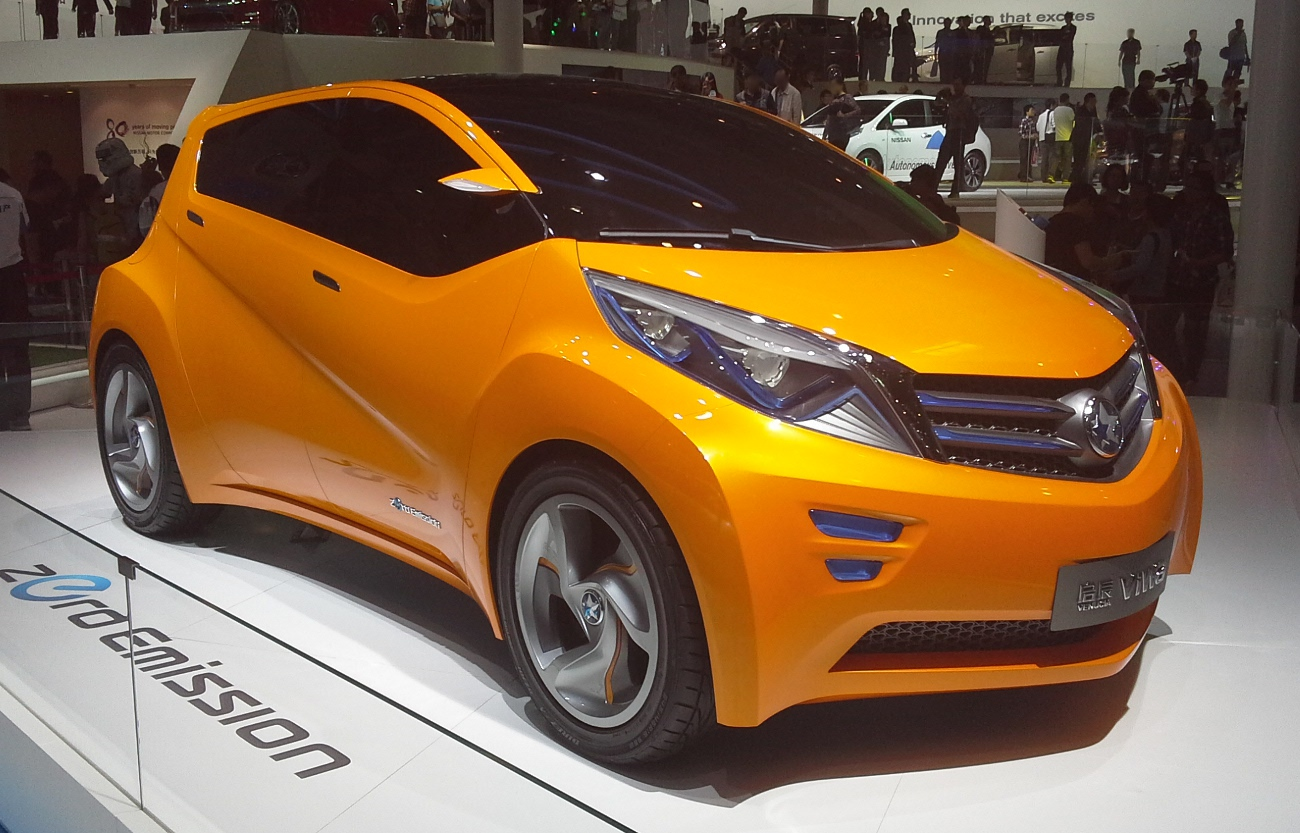
Venucia Viwa Concept
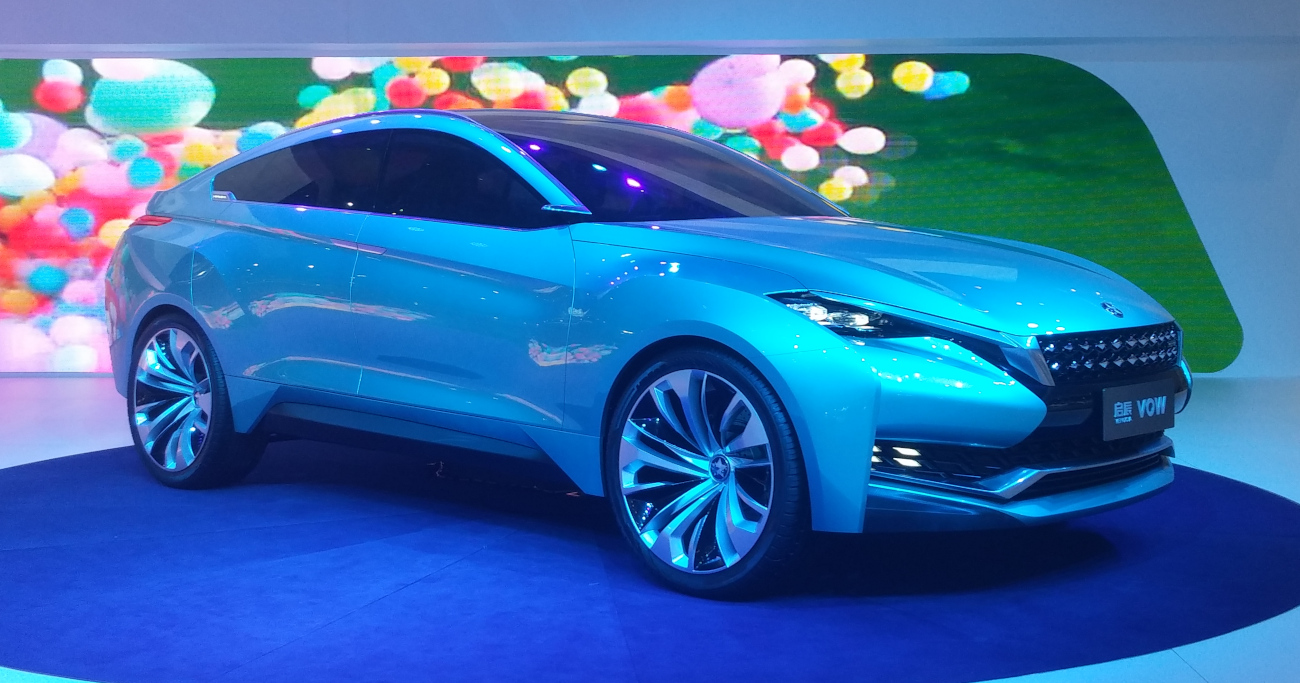
Venucia Vow Conept
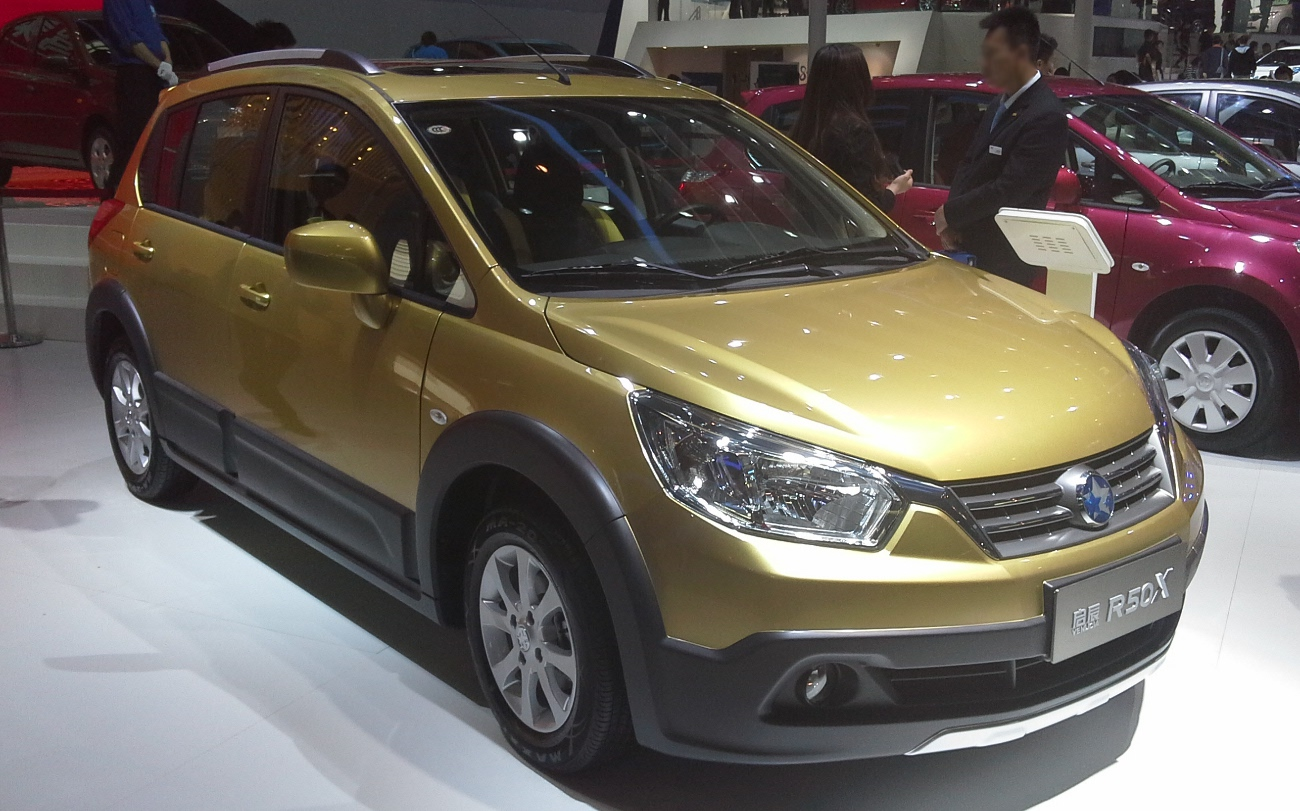
Venucia The X